# وزارت صنایع و معادن
وزارت صنایع و معادن وزارتخانه‌ای بود که مسئولیت پیشبرد سیاست‌ها و برنامه‌ریزی‌های دولت در بخش‌های صنعتی و معدنی کشور ایران را بر عهده داشت. این وزارتخانه در سال ۱۳۷۹ پس از ادغام «وزارت صنایع» و «وزرات معادن و فلزات» تشکیل شد. در سال ۱۳۹۰، این وزارتخانه با وزارت بازرگانی ایران ادغام گردید، و با ادغام این دو، وزارت صنعت، معدن و تجارت تشکیل شد.

## اهداف
- تدوین استراتژی توسعه صنعتی و معدنی
- تعیین سیاست‌ها برنامه و ضوابط کلی بخش صنعت و معدن کشور
- نظارت بر فعالیت‌های صنعتی و معدنی و هدایت و حمایت از آنها
- برنامه‌ریزی برای افزایش بازدهی و بهره‌وری بخش صنعت و معدن کشور
- تدوین و تعیین سیاست‌های توسعه صادرات محصولات صنعتی و فراورده‌های معدنی و خدمات فنی مهندسی در چارچوب سیاست‌های صادراتی کشور
- تنظیم سیاست‌های لازم جهت توسعه کمی و بهبود کیفی صنایع دستی و روستایی و پیگیری جهت برقراری حمایت‌های لازم از آنها
- حمایت از اقدامات مربوط به رشد بهره‌وری مدیریت و نیروی انسانی و توسعه کارآفرینی بخش صنعت و معدن کشور
- صدور مجوز تأسیس و بهره‌برداری واحدهای تولیدی صنعتی و معدنی با رعایت مقررات زیست‌محیطی[۳]

## معاونت‌ها
- معاونت امور صنایع
- معاونت امور معادن و صنایع معدنی
- معاونت برنامه‌ریزی، توسعه و فناوری
- معاونت اقتصادی و روابط بین‌الملل
- معاونت حقوقی، امور مجلس و استان‌ها
- معاونت توسعه منابع انسانی و پشتیبانی[۴]

## حوزه‌های ستادی
- دفتر وزارتی
- مرکز امور صنایع نوین
- دفتر ارزیابی عملکرد و پاسخگویی به شکایات
- دفتر امور محیط زیست
- دفتر روابط عمومی
- دفتر ریاست
- گزینش[۴]

## سازمان‌های تابعه
- موسسه استاندارد و تحقیقات صنعتی ایران( این موسسه زیر نظر ریاست جمهوری اداره میشود  )
- سازمان زمین‌شناسی و اکتشافات معدنی کشور
- سازمان گسترش و نوسازی صنایع ایران
- صندوق توسعه صنایع دریایی
- سازمان توسعه و نوسازی معادن و صنایع معدنی ایران
- سازمان صنایع کوچک و شهرک‌های صنعتی ایران
- شرکت دخانیات ایران
- صندوق حمایت از تحقیقات و توسعه صنایع الکترونیک
- صندوق ضمانت سرمایه‌گذاری صنایع کوچک
- بانک صنعت و معدن[۴]